# Каннер-Розенталь, Хедвиг
Хедвиг Каннер-Розенталь (нем. Hedwig Kanner-Rosenthal, урождённая Лёви, нем. Loewy; 3 июня 1876, Будапешт — 5 сентября 1959, Ашвилл) — австрийская и американская пианистка и музыкальный педагог.
Училась в Вене у Теодора Лешетицкого и Морица Розенталя. Выступала в Вене как концертмейстер различных вокалистов — Клары Клеменс, Лорле Майснер (1880—1948) и других; критика оценивала игру Каннер сдержанно: Фердинанд Шербер по поводу одного из её выступлений замечал, что она играет на фортепиано так, как играют фортиссимо на литаврах и тарелках.
Работала ассистенткой у своего учителя Розенталя, в 1920 (или 1922) году, после развода с первым мужем, вышла за него замуж. Преподавала частным образом и, с 1932 года, в Новой Венской консерватории, среди её учеников Польди Мильднер, Карлроберт Крайтен, Роберт Гольдсанд и Юлиус Хайес. В 1920—1930-е гг. выступала также как музыкальный критик.
После аншлюса вместе с мужем окончательно обосновалась в США. В американский период среди учеников Каннер-Розенталь были, в частности, Сэмюэл Сандерс, Леонард Хокансон и Чарльз Розен, вспоминавший о ней как о «блестящем и бескорыстном фортепианном педагоге, представителе великой венской традиции, готовом часами самозабвенно работать с учениками и на удивление уважительном к индивидуальности каждого из них».
После смерти мужа продолжала преподавать в Нью-Йорке, в 1948 году объявила о том, что готовит к публикации автобиографию Розенталя, однако эта публикация так и не состоялась (автобиография была напечатана значительно позже).

## Семья
Первый муж — Зигмунд Каннер (1871—?), экономист, известный своей докторской диссертацией «Лотерея в Австрии» (нем. Das Lotto in Österreich; 1898), в которой наряду с историей вопроса обсуждаются возможные усовершенствования соответствующей сферы. Их сын Оскар Каннер — австрийский и американский патологоанатом.

## Интересные факты
Отделку венской квартиры Хедвиг Каннер в 1905 году спроектировал начинающий архитектор Адольф Лоос.